# Franz Joseph Hugi
Franz Joseph Hugi, né probablement le 23 janvier 1791 à Granges (Grenchen en allemand) et mort le 25 mars 1855 à Soleure (Solothurn en allemand), est un géologue, naturaliste et alpiniste suisse.

## Biographie

### Le scientifique
Franz Joseph Hugi étudia la théologie catholique romaine à Landshut, passa quelque temps à Vienne et devint prêtre en 1819. Puis il devint professeur à Soleure où il fonda la Société de sciences naturelles cantonale, le Musée d'histoire naturelle et, en 1836, le jardin botanique. 
Hugi consacrait son temps libre à ses recherches ; aussi il constitua une imposante collection d'échantillons de roches, de fossiles (notamment des tortues géantes qu'il avait découvertes), de plantes et d'animaux. Renvoyé de l'école lorsqu'il se convertit au protestantisme en 1837 à l'occasion de son mariage, Hugi continua à s'occuper de sa collection, qu'il vendit en 1825 à la ville de Soleure contre une rente annuelle. La collection constitua le fonds de départ du futur musée des sciences naturelles. 
En 1844, il fut nommé docteur honoris causa de l'université de Berne.
Après avoir étudié en particulier le glacier de l'Unteraar, il développa sa théorie sur les glaciers dans De la connaissance des glaciers et des voyages d'hiver dans la mer de glace (Stuttgart 1842) et Le glacier et les blocs erratiques (Soleure 1843). 
En 1835 il parcourut dans un but scientifique une partie de l'Afrique du nord, de la Sicile et de l'Italie. Il consigna les résultats de ses observations sur la bioluminescence aquatique et les marées dans les Fondements d'une perception globale de la nature (Grundzügen zu einer allgemeinen Naturansicht), dont le premier volume est titré La Terre comme organisme (Die Erde als Organismus (Soleure 1841)). Il a écrit également les Voyages d'histoire naturelle (Naturhistorischen Alpenreisen (Soleure 1830)).

### L'alpiniste

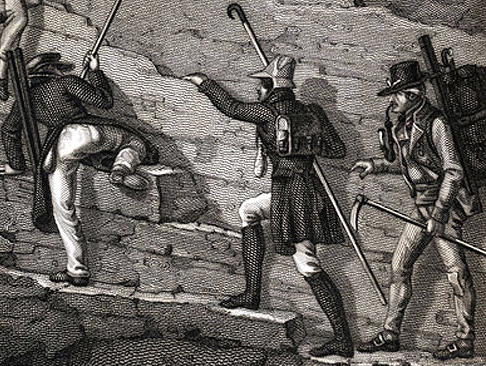
Ascension du Finsteraarhorn, extrait de Naturhistorische Alpenreise

Dans ses ouvrages Naturhistorische Alpenreise et Über das Wesen der Gletscher und Reise in das Eismeer, Franz Joseph Hugi a donné d'intéressants détails sur ses expéditions alpines. Dès 1822 il traversait le Tschingelpass et quatre ans plus tard il gravissait le Titlis. Avec ses guides habituels, il parcourut pendant une quinzaine d'années les massifs de l'Oberland bernois en s'attaquant parfois aux plus hauts sommets. Ainsi, le 19 août 1828 il tenta, avec les deux guides Jakob Leuthold et Johann Wahren l'ascension du Finsteraarhorn. Alors que les deux guides furent vraisemblablement les premiers à atteindre le sommet, il dut, en raison d'une blessure au pied, rester en retrait à la côte 4 089 m, dans un passage qui porte aujourd'hui son nom (Hugisattel). Franz Joseph Hugi effectua en outre plusieurs tentatives à la Jungfrau et au cours de l'hiver 1832 il s'aventura sur les glaciers du secteur de Grindelwald au pied de la face nord de l'Eiger.